# Wila
Wila (gzu. Wiile) – miejscowość i gmina (Politische Gemeinde) w północnej Szwajcarii, w kantonie Zurych, w okręgu (Bezirk) Pfäffikon. Leży nad rzeką Töss.

## Demografia
W Wila mieszkają 2043 osoby. W 2021 roku 14,1% populacji gminy stanowiły osoby urodzone poza Szwajcarią.

## Transport
Przez teren gminy przebiega droga główna nr 15.